# Kansas City Statement of Faith
Das Kansas City Statement of Faith (dt.: Glaubensbekenntnis von Kansas City) wurde 1913 auf einer Zusammenkunft des Nationalen Rats kongregationalistischer Kirchen der USA in Kansas City angenommen.
In der Präambel wird das Bekenntnis in die Tradition früherer Glaubensbekenntnisse der universalen Kirche und der kongregationalistischen Gemeinden gestellt.
Es ist in drei Teile unterteilt: 
- Glaube (Faith): enthält ein Bekenntnis zur Dreieinigkeit und zur Nachfolge des Willens Gottes. Zur Mission der christlichen Kirche wird neben Verkündigung des Evangeliums auch der Beitrag zum Fortschritt menschlichen Wissens, Gerechtigkeit, Friede und Brüderlichkeit unter den Menschen gezählt.
- Organisation (Polity): Dem einzelnen Gläubigen wird individuelle Freiheit, Verantwortlichkeit und das Recht zu eigenem Urteil zugebilligt, den Gemeinden die Autonomie und Unabhängigkeit von der Kontrolle einer kirchlichen Hierarchie.
- Wider Fellowship: enthält das Bekenntnis zur Katholizität der Kirche Christi und den Wunsch nach Einheit aller Christen in den Worten des Johannesevangeliums (Joh 17,21 LUT).

Die Verfasser des Bekenntnisses wollten dem christlichen Glauben der Kongregationalisten einen auf die Bedürfnisse ihrer Zeit zugeschnittenen Ausdruck geben. In Anbetracht der internationalen Spannungen, die dem Ersten Weltkrieg vorausgingen, wurden die Hinweise auf das Reich des Friedens besonders akzentuiert. Der Text vereinigt Merkmale der Bekenntnisse der Alten Kirche, als deren Nachfolger sich die Kongregationalisten sahen, mit der Überzeugung der Puritaner, dass Gott die Geschichte der Menschheit kontrolliert und sie in ein Reich von Gerechtigkeit, Gemeinschaft und Frieden führen wird.
Das Bekenntnis gehört heute zum Bekenntnisstand der United Church of Christ und unabhängiger kongregationalistischer Gemeinden.